# 1988 BJ5
1988 BJ5 är en asteroid i huvudbältet som upptäcktes den 28 januari 1988 av den australiensiske astronomen Robert H. McNaught vid Siding Spring-observatoriet.
Asteroiden har en diameter på ungefär 5 kilometer.